# Agressie tegen werknemers in Nederland
Agressie tegen werknemers in Nederland is verbale, fysieke of seksuele intimidatie of geweld tegen werknemers tijdens het uitvoeren van hun werkzaamheden. Daarbij wordt de agressie gepleegd door externen; burgers, ondernemers of anderen van buiten de organisatie of het bedrijf waarvoor de werknemer werkt.
Sinds 2006 wordt er in Nederland gesproken van agressie en geweld tegen werknemers met een publieke taak wanneer het werknemers betreft die direct of indirect voor overheidsinstellingen werken. Dit betreft onder meer (direct) de hulpdiensten (ambulance, brandweer en politie), personeel in het openbaar vervoer (OV), de zorg, het onderwijs, bestuur en administratie, rechtspraak, veiligheid en dergelijke, of (indirect) werknemers van bedrijven die aanleg en onderhoud van publieke infrastructuur uitvoeren of personeel van openbare bibliotheken.
Van klantagressie is sprake indien het (potentiële) klanten of cliënten betreft die zich (verbaal) agressief gedragen jegens personeel van een bedrijf dat producten of diensten te koop aanbiedt.

## Vormen van agressie

### Agressie tegen werknemers met een publieke taak
- Agressie tegen hulpverleners (ambulance, brandweer, politie).[3]
  - Geweld tegen hulpverleners tijdens de jaarwisseling in Nederland
- Agressie tegen personeel in het openbaar vervoer (OV), waaronder trein, tram, bus, taxi, boot, vliegtuig ("air rage") enzovoort.[3]
- Agressie tegen zorgpersoneel[3]
- Agressie tegen bibliotheek-personeel[7]
- Agressie tegen werknemers van lokale overheidsinstellingen, zoals waterschappen of provincies,[3] of landelijke instanties zoals inspectiediensten.[3]
- Agressie tegen werknemers van bedrijven die aanleg en onderhoud uitvoeren van publieke infrastructuur (wegen, water- en gasleidingen, stroomkabels).[3]

### Klantagressie
Veel voorkomende voorbeelden van klantagressie zijn verbale agressie die medewerkers van callcenters tijdens telefoongesprekken krijgen van klanten, intimidatie die conducteurs en chauffeurs van reizigers meemaken in het openbaar vervoer of (seksuele) intimidatie die winkelpersoneel ondergaat van klanten.
- Agressie tegen winkelpersoneel (retailpersoneel)[3][9][11]
- Agressie tegen horecapersoneel[2]
- (Verbale) agressie tegen callcenterpersoneel[8]

## Statistieken
Er zijn geen alles omvattende landelijke statistieken voor alle vormen van agressie tegen alle werknemers in Nederland. Sinds 2006 zijn er wel veel onderzoeken gedaan over agressie en geweld tegen werknemers met een publieke taak, omdat voor die beroepsgroepen sindsdien met het programma Veilige Publiek Taak (VPT) een actief landelijk beleid werd gevoerd om agressie tegen te gaan. De Nationale Enquête Arbeidsomstandigheden (NEA) is daarbij een belangrijke statistische bron die, op verzoek van de Tweede Kamer (2013), door het ministerie van Binnenlandse Zaken en Koninkrijksrelaties (BZK) is gebruikt om gegevens te verzamelen.
- Monitors VPT: DSP-Groep 2007, IVA Monitor VPT 2009, DSP-Groep 2011, Regioplan Metamonitor VPT 2013, TNO Monitor VPT 2014, TNO Monitor VPT 2015, TNO Monitor VPT 2016.[13]
- Monitor Openbaar Bestuur 2010, Monitor Openbaar Bestuur 2012, Monitor Openbaar Bestuur 2014, Monitor Integriteit en Veiligheid Openbaar Bestuur 2016.[13]
- Research voor Beleid 2009, EWCS 2012.[13]

Sinds 2020 wordt er jaarlijks een Monitor Integriteit en Veiligheid gepubliceerd, waarvan de oudste statistieken teruggaan naar 2014.

## Beleid
In 2006–2007 besprak de Tweede Kamer het actieprogramma "Aanpak van agressie en geweld tegen werknemers met een publieke taak", vroeg de regering om verder onderzoek te doen en het actieprogramma verder uit te werken. De regering stelde daarop het programma Veilige Publieke Taak (VPT) in, dat zich richtte op 'de aanpak van agressie en geweld tegen werknemers met een publieke taak en politieke ambtsdragers.' Dit programma liep door tot 2016 en werd in 2017 geëvalueerd.
De politie en het Openbaar Ministerie (OM) stemden overeen dat er een harde, uniforme en eenduidige landelijke aanpak nodig was, gericht op de daders. Daarom maakten zij opsporings- en vervolgingsafspraken gemaakt die werden neergelegd in de Eenduidige Landelijke Afspraken (ELA), die op 1 april 2010 in werking zijn getreden.
Op 20 april 2024 van 22:30 tot 22:33 hielden bijna alle medewerkers van openbare vervoersdiensten in Nederland een gezamenlijke actie door het verkeer drie minuten stil te leggen uit protest tegen geweld dat zij en hun collega's regelmatig meemaakten. Alle treinen van de Nederlandse Spoorwegen (NS) en ook bijna alle treinen, trams, metro's en bussen van andere vervoerders zoals Breng, Arriva, Keolis, Qbuzz, Transdev en EBS deden mee, zodat bijna het gehele openbaar vervoer in Nederland letterlijk drie minuten stilstond. De actie werd gehouden door de NS en de vakbond VVMC naar aanleiding van de mishandeling van een conducteur die op de trein onderweg tussen Den Haag en Delft door een 15-jarige jongen van de trap werd gegooid, geslagen en geschopt, waarbij hij haar arm brak.